# Собор в Сарла
Собор святого Сацердоса  (фр. Cathédrale Saint-Sacerdos de Sarlat ) — бывший кафедральный собор, находящийся в городе Сарла-ла-Канеда, Франция. Церковь названа в честь святого Сацердоса Лиможского и является национальным историческим памятником Франции.

## История
Епархия Сарла-ла-Канеда была основана в 1317 году в период Альбигойского крестового похода против катаров. Первым епископом епархии стал настоятель бенедиктинского монастыря, располагавшегося на месте нынешней церкви. Реконструкция церкви была завершена в 1680-е годы. В 1801 году епархия Сарла-ла-Канеда была упразднена и собор святого Сацердоса Лиможского лишился своего кафедрального статуса.

## Источник
- Dictionnaire des églises de France, Belgique, Luxembourg, Suisse (Tome III-B), Robert Laffont, Paris (France); стр. 133—136.